# Headland (Durham)
Headland lub The Headland – osada i civil parish w Anglii, w hrabstwie Durham, w dystrykcie (unitary authority) Hartlepool. W 2011 civil parish liczyła 3605 mieszkańców.